# Попов, Сергей Алексеевич (историк)
Сергей Алексеевич Попов (род. 17 августа 1966 г., Новосибирск) — историк-униформолог, исследователь истории русского гражданского, ведомственного и военного мундира XIX века — начала XX века, консультант художественных и публицистических фильмов исторической тематики. С 1997 года — редактор журнала «Старый Цейхгауз», с 2013 года — руководитель издательских и медиа-проектов Фонда «Русские Витязи». Автор и соавтор книг, публикаций по истории мундиров императорской России.

## Биография
После окончания Московского инженерно-строительного института им. В. В. Куйбышева (МИСИ) в 1988 году, С. А. Попов работал инженером проектировщиком, художником-дизайнером.
В 2008—2013 годах — на государственной службе в должности главный специалист-эксперт отдела поиска и возвращения культурных ценностей Управления по сохранению культурных ценностей Росохранкультуры, затем на различных должностях в Министерстве культуры Российской Федерации, в том числе с 2011 года — советник Департамента государственной поддержки искусства и народного творчества, с 2012 года — в качестве советника Отдела государственного контроля за вывозом и ввозом культурных ценностей Департамента культурного наследия Минкультуры России.
С 1997 года — редактор журнала «Старый Цейхгауз». Занимается изучением истории мундиров гражданских чинов Российской империи, в том числе губернских дворянских, придворных мундиров военного покроя, мундиров чинов военизированных корпусов гражданского ведомства и гражданских чиновников военного ведомства и др. Отдельные работы посвящены эволюции знаков различия Российской императорской армии и гражданских ведомств.
Принимает участие в Комитете по русской иконографии (атрибуция русских исторических портретов, выпуск сборников по теме, связанных с расшифровкой картин оцениваются журналом «Родина» и Российской газетой как научное открытие). Участвовал в создании комплекса статей для
фундаментальных научно-справочных изданий по теме: «Отечественная война 1812 года. Энциклопедия» (М.: РОССПЭН, 2004. 880 с.), «Отечественная война 1812 года и освободительный поход русской армии 1813–1814 годов» (М.: РОССПЭН, 2013. Т. 1—3), которые мобилизовали всех видных российских исследователей темы.— к. ист. н. Л. И. Агронов
Энциклопедия «Отечественная война 1812 года» с участием С. А. Попова входит в «Список наиболее спрашиваемых изданий из фондов Российской государственной библиотеки».

## Семья
Отец — Алексей Николаевич Попов (род. 5 апреля 1938 года), инженер-строитель, лауреат Премии Совета Министров СССР «за разработку и внедрение технологии и оборудования для поточного производства штампованных дисков опорных катков гусеничных машин» № 07409.
Дед — Николай Петрович Попов (17 марта 1911 года — 7 мая 1987 года), участник Великой Отечественной войны, награждён орденом Красной Звезды, орденом Отечественной войны 2-й степени, медалями «За взятие Кенигсберга», «За победу над Германией» и др.
Дед по материнской линии — Андрей Тимофеевич Тимофеев (15 августа 1912 года — 2 ноября 1994 года), участник Великой Отечественной войны, награждён медалями «За отвагу», «За победу над Германией», «За доблестный труд в Великой Отечественной войне», орденом Отечественной войны 1-й степени и другими наградами.

## Награды
Среди наград:
- Медаль Минкультуры России «150 лет учреждения органов охраны памятников истории и культуры» (2010);
- Медаль «За выдающийся вклад в развитие коллекционного дела в России» (2012 год)[16]
- Крест "За увековечение памяти Отечественной войны 1812 года (2012).

## Галерея работ

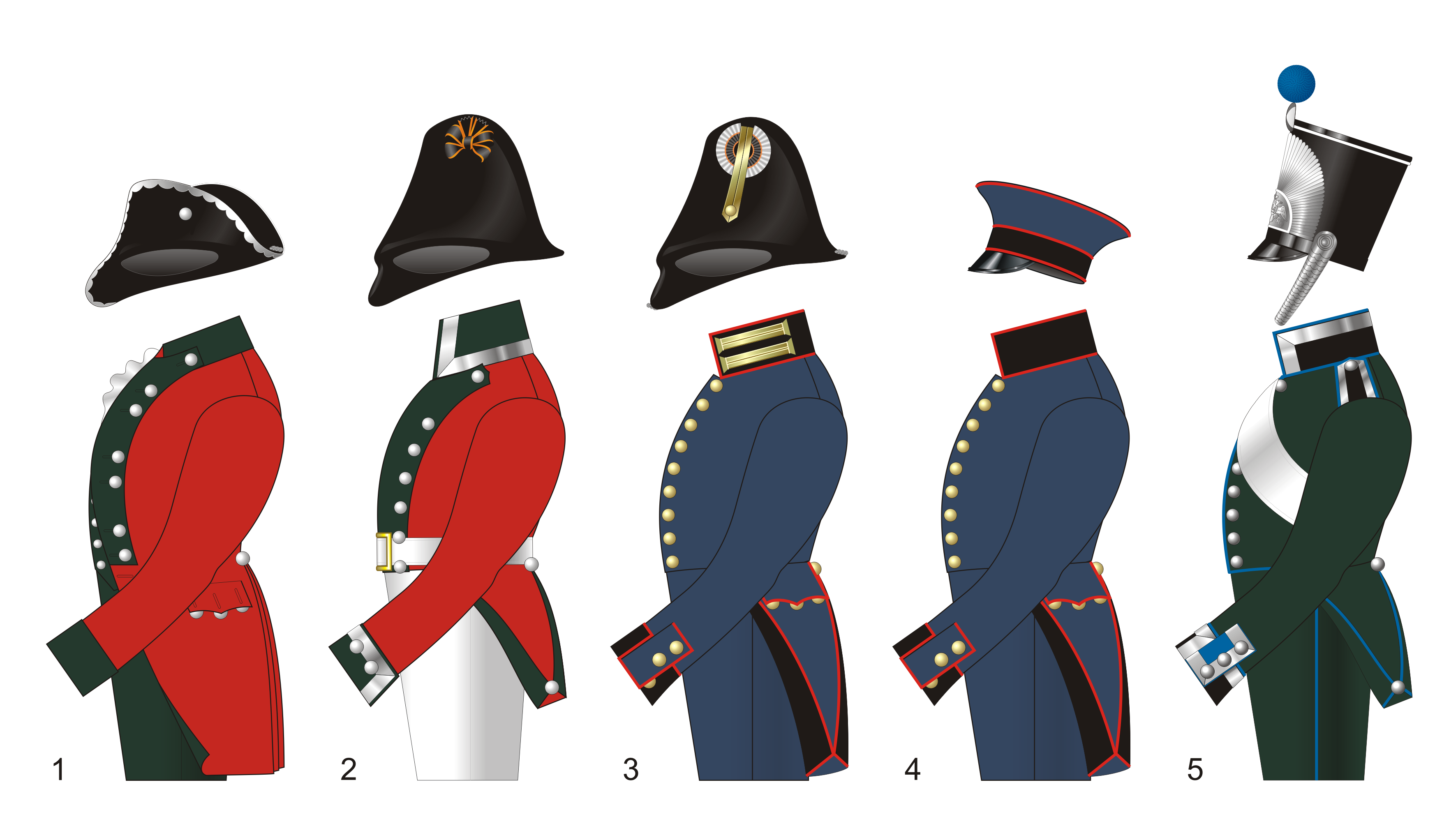
Униформа Горного института конца XVIII – середины XIX века
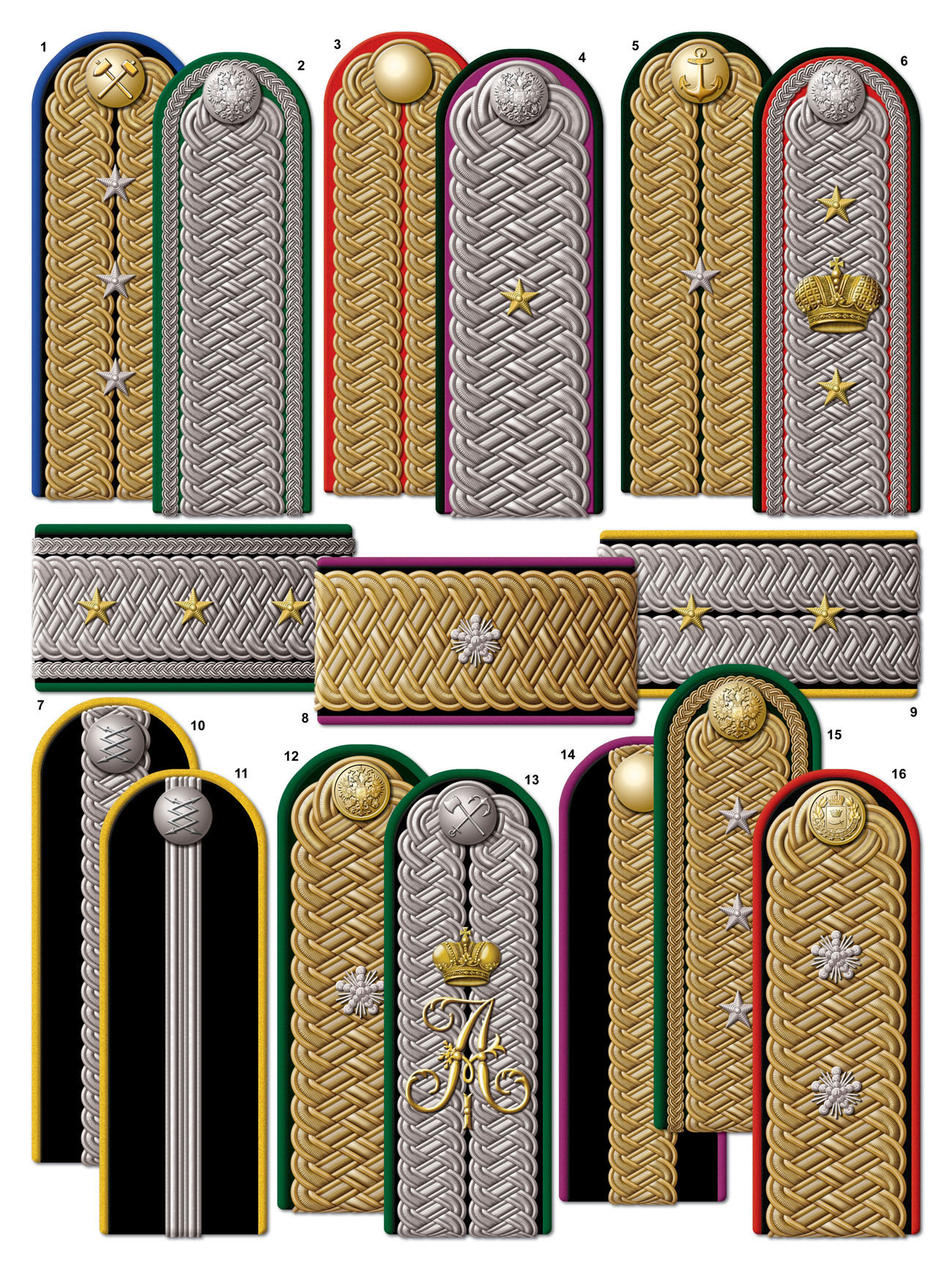
Гражданские плетеные погоны 1876—1885 гг.
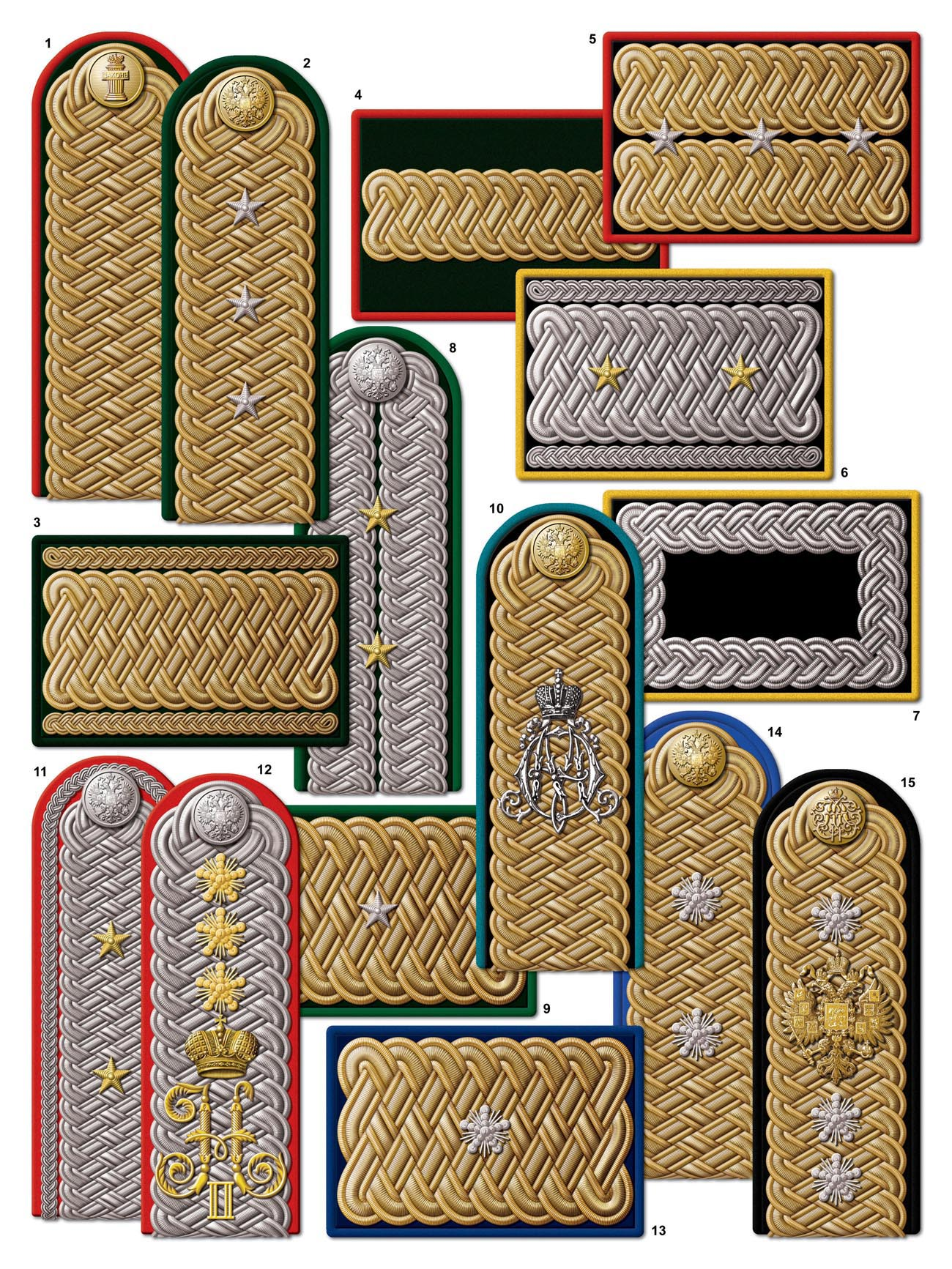
Гражданские плетеные погоны 1894—1910 гг.
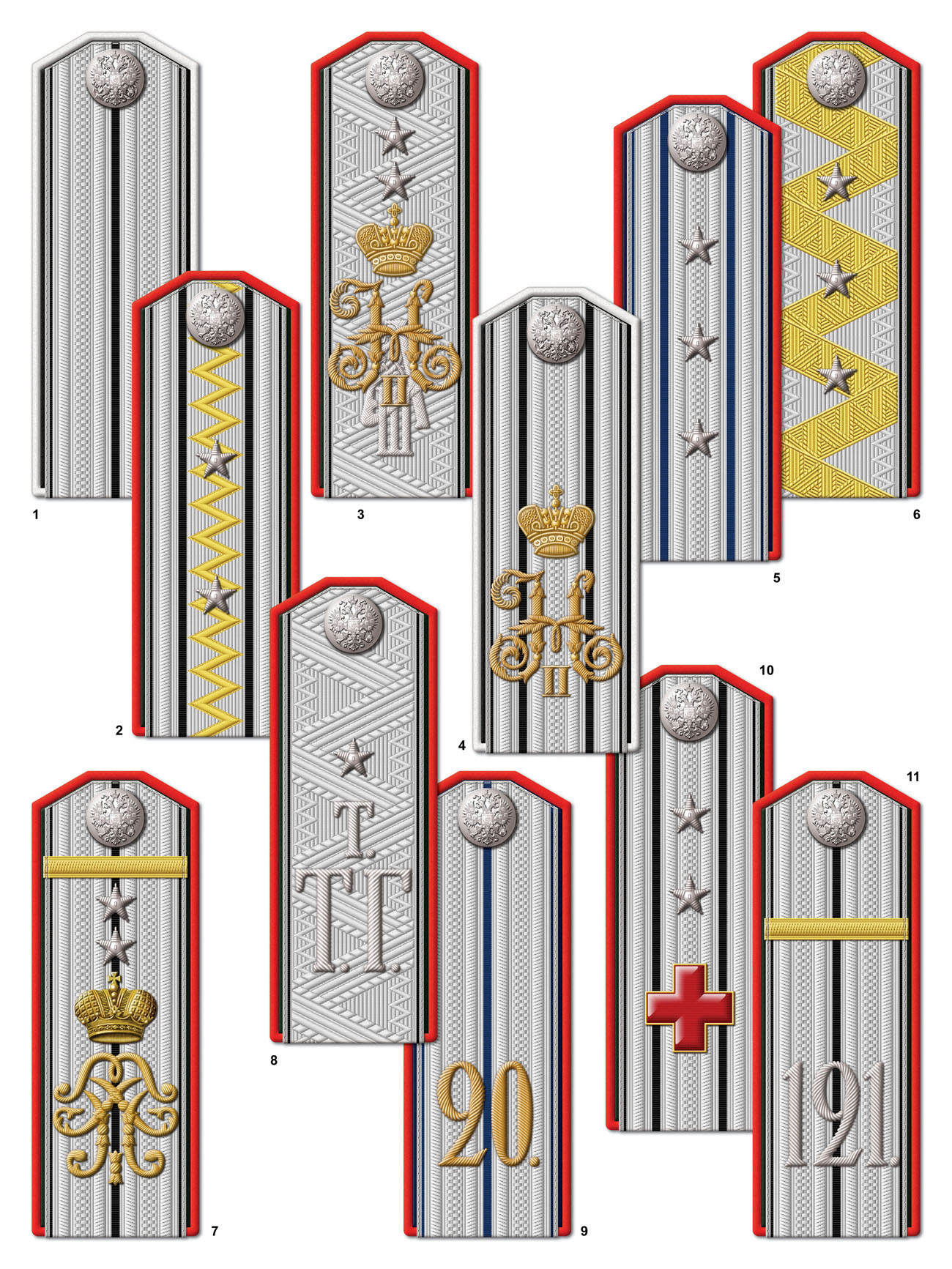
Докторские погоны образца 1908 г.
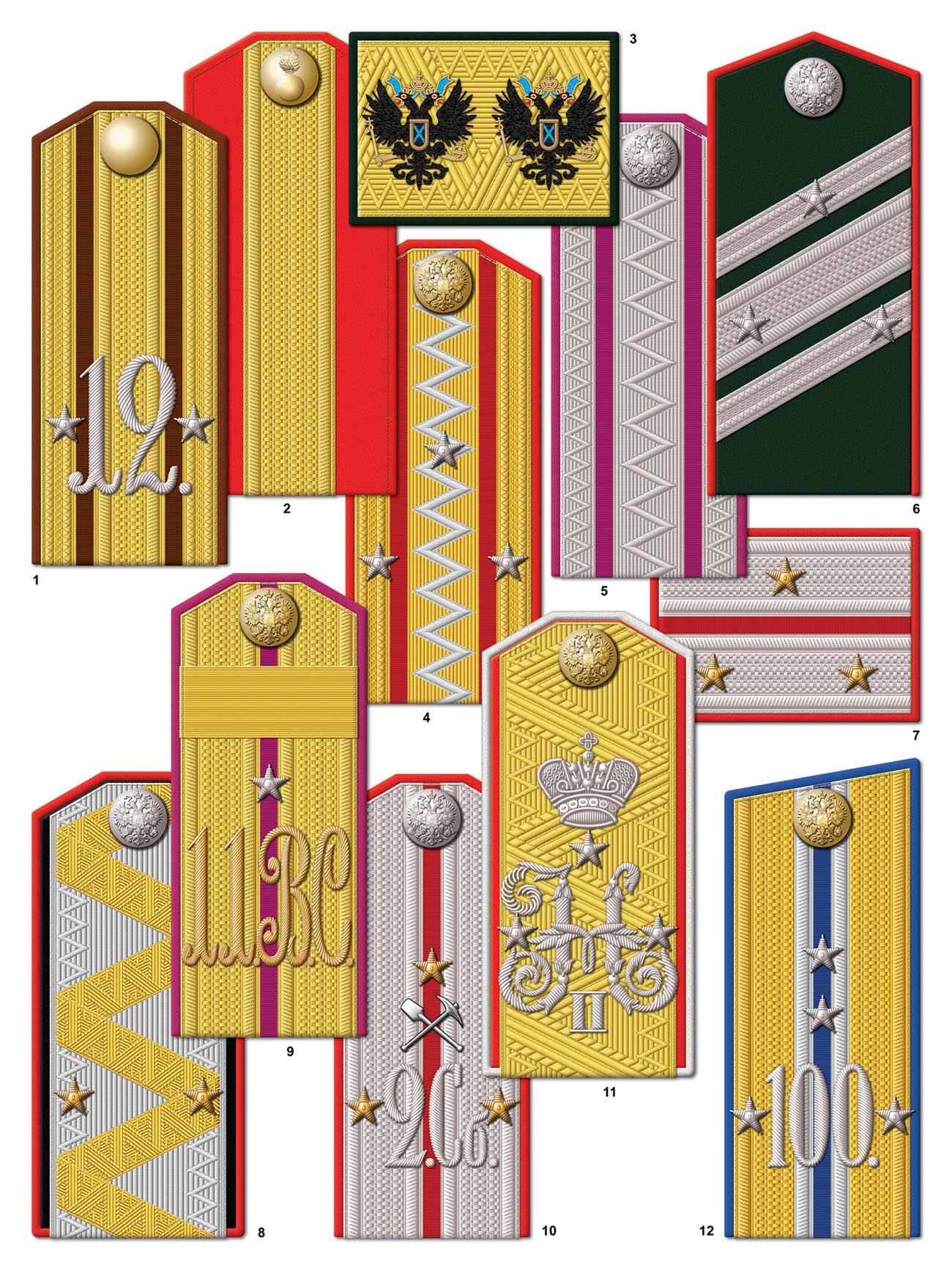
Военные офицерские погоны образца 1854/1855 гг.
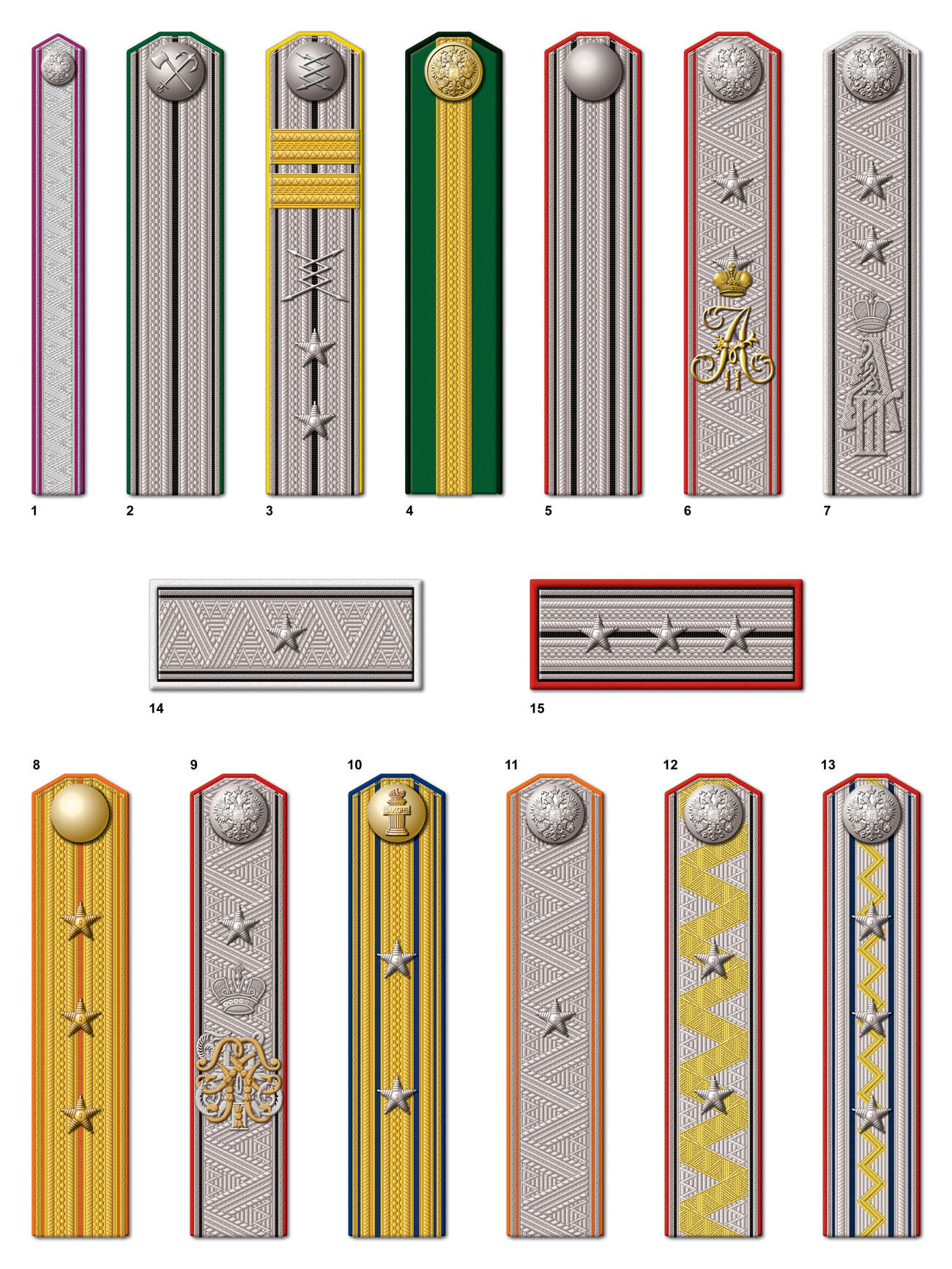
Гражданские погоны образца 1863 г.
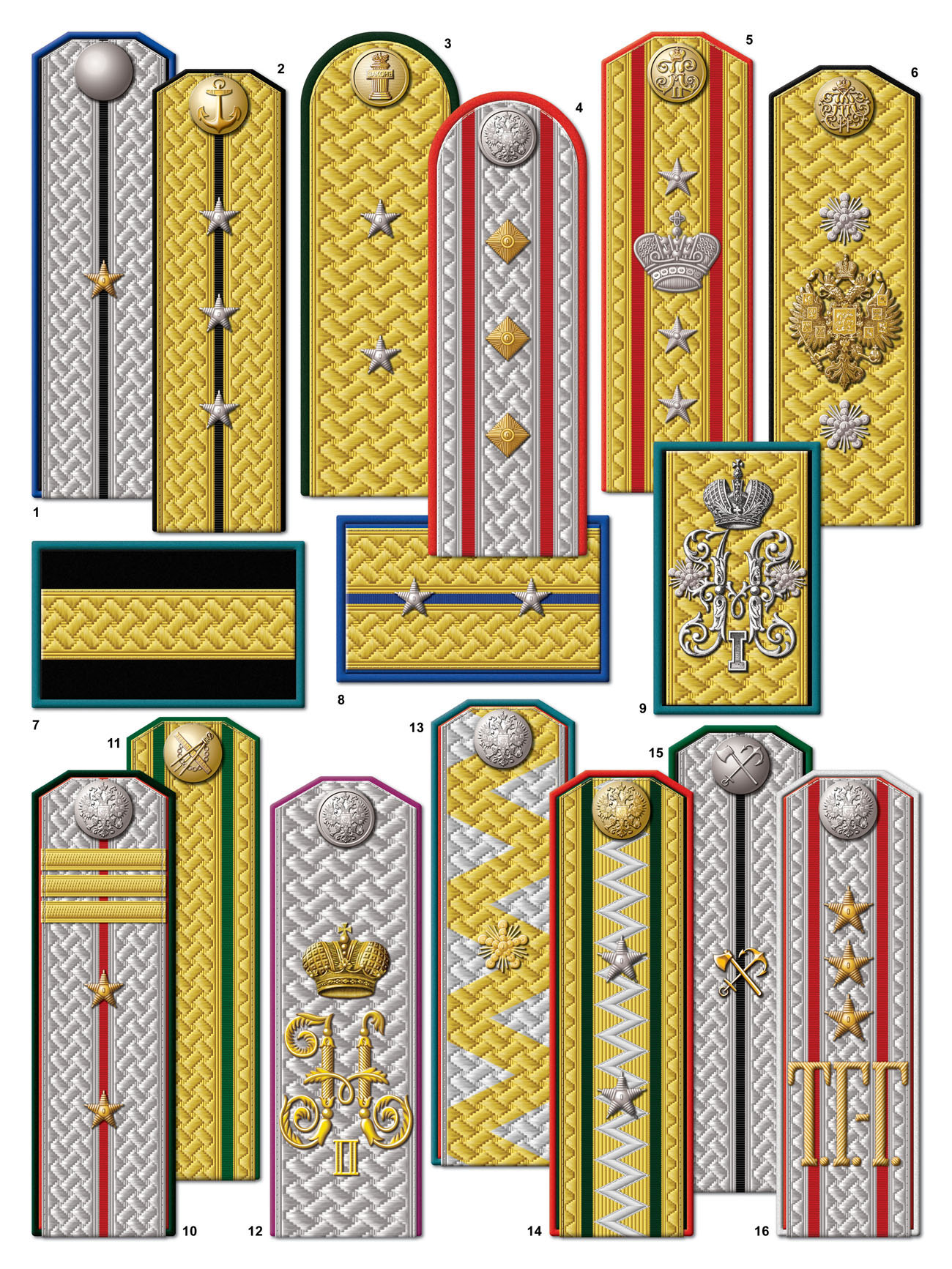
Гражданские погоны образца 1897 г.

## Фильмография
В качестве консультанта по форменной одежде принимал участие в производстве фильмов:
- «Богатство» (2004),
- «Дело о „Мёртвых душах“» (2005),
- «Полонез Кречинского» («Свадьба. Дело. Смерть»; 2007),
- «Без вины виноватые» (2008),
- «Братья Карамазовы» (2008),
- «Пелагия и белый бульдог» (2009),
- «Севастопольские рассказы» (2008—2010),
- «В лесах и на горах» (2010),
- «Достоевский» (2010),
- «Три женщины Достоевского» (2010),
- «Поддубный» (2012),
- «Куприн» (2013),
- «Форт Росс: В поисках приключений» (2013),
- «Бесы» (2014),
- «Ёлки 1914» (2014),
- «Матильда» (2017),
- «Анна Каренина» (2017),
- «Союз спасения» (2019).
- «Союз Спасения. Время гнева» (2022),
- «Цербер» (2023),